# Lož
Lož este o localitate din comuna Loška Dolina, Slovenia, cu o populație de 539 de locuitori.